# Ferrovia Biel-Täuffelen-Ins
La ferrovia Biel-Täuffelen-Ins  è una linea ferroviaria a scartamento metrico della Svizzera..

## Storia
Con l'apertura delle linee Berna-Neuchâtel (1901) e Friburgo-Morat-Ins (1903) nacque il desiderio tra le popolazioni dei comuni sulla sponda destra del lago di Bienne di un collegamento tra Bienne e Ins.
Nel 1908 l'Assemblea federale attribuì ad un comitato d'iniziativa la concessione per una linea a scartamento ridotto e trazione elettrica tra Bienne, Täuffelen e Ins; i lavori iniziarono nel luglio 1914 e il 4 aprile 1916 fu inaugurata la tratta tra Nidau e Siselen, cui seguì pochi mesi dopo (4 aprile 1917) il tronco tra Siselen ed Ins. Il prolungamento tra Nidau e Bienne fu aperto il 21 agosto 1926: sino ad allora i convogli proseguivano verso Bienne sui binari della rete tranviaria cittadina.
La linea fu gestita dalla società Seeländische Lokalbahnen Biel-Täuffelen-Ins (SLB), costituitasi il 14 febbraio 1912 con sede a Nidau, che con delibera assembleare del 1º settembre 1945 mutò ragione sociale in Biel-Täuffelen-Ins-Bahn (BTI) e spostò la sede sociale a Täuffelen.
A fine anni Cinquanta la ferrovia, ritenuta troppo onerosa, rischiò di essere sostituita da un'autolinea: solo la resistenza e il sostegno finanziario dei comuni interessati riuscì a salvarla.
Nel 1964 la BTI si associò all'accordo di cooperazione stipulato nel 1959 dalla ferrovia Soletta-Niederbipp (SNB) e dall'Oberaargau-Jura-Bahnen (OJB, nata l'anno prima dalla fusione di LJB e LMB). Tale accordo venne esteso nel 1983 alla Bielersee-Schifffahrts-Gesellschaft (BSSG) e nel 1984 alla Ligerz-Tessenberg-Bahn (LTB). Il consorzio prese nel 1985 il nome Oberaargau-Solothurn-Seeland-Transport (OSST).
A seguito di diverse assemblee sociali tenutesi tra il 17 e il 24 giugno 1999 la BTI, la SNB, la Oberaargauischen Automobilkurse (OAK) e la Regionalverkehr Oberaargau (RVO, denominazione dal 1990 della OJB) si fusero (con effetto dal 1º gennaio 1999) nella Aare Seeland mobil (ASm), nuova esercente della linea.

## Caratteristiche
La linea, a scartamento metrico, è lunga 21,2 km. È elettrificata a corrente continua con la tensione di 1.200 V. Il raggio di curva minimo è di 50 metri, la pendenza massima del 48 per mille. È interamente a binario unico.

### Percorso
| Continuation backward |

|  | Unknown route-map component "ABZg+l" | Unknown route-map component "CONTfq" |

| Unknown route-map component "tKXBHFa-L" | Unknown route-map component "XBHF-R" | Unknown route-map component "exKBHFa" |

| Unknown route-map component "tSTRe@f" | Straight track | Unknown route-map component "exSTR" |

| Non-passenger station/depot on track | Straight track | Unknown route-map component "exSTR" |

| Unknown route-map component "eABZg+l" | Unknown route-map component "eKRZo" | Unknown route-map component "exSTRr" |

| Straight track | Junction both to and from left | Unknown route-map component "CONTfq" |

| Straight track | Continuation forward |  |

| Unknown route-map component "hKRZWae" |

| Station on track |

| Unknown route-map component "uexCONTgq" | Unknown route-map component "emABZg+r" |  |  |  |

| Unknown route-map component "hKRZWae" |

| Stop on track |

| Stop on track |

| Stop on track |

| Stop on track |

| Station on track |

| Stop on track |

| Stop on track |

| Station on track |

| Stop on track |

| Unknown route-map component "hKRZWae" |

| Stop on track |

| Non-passenger station/depot on track |

| Stop on track |

| Unknown route-map component "eHST" |

| Station on track |

| Station on track |

| Straight track | Continuation backward |  |

| Straight track | Unknown route-map component "ABZg+l" | Unknown route-map component "CONTfq" |

| Station on track | Station on track |  |

| One way leftward | Unknown route-map component "ABZg+r" |  |

| Continuation forward |

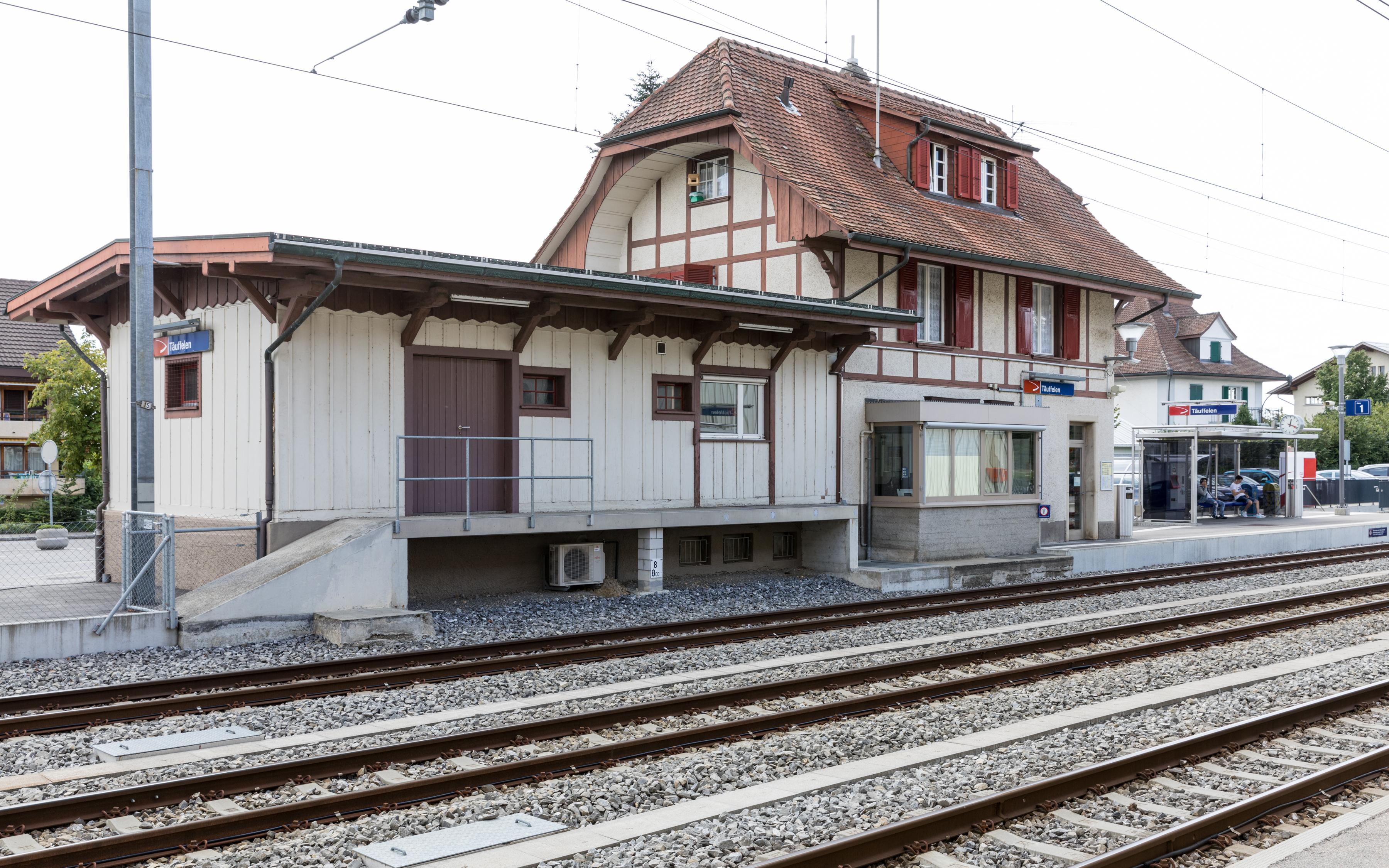
La stazione di Täuffelen

La linea ha il suo capolinea, posto in sotterraneo, presso la stazione di Bienne: inaugurato il 22 maggio 1975, sostituiva il vecchio capolinea posto nella piazza della stazione. Attraversato il fiume Thielle si arriva a Nidau. Superato il canale di Nidau-Büren si toccano Sutz-Lattrigen, Mörigen, Täuffelen (dove hanno sede il deposito e l'officina della linea) e Hagneck. Attraversato il canale dell'Hagneck la linea serve Lüscherz, Siselen, Finsterhennen e Brüttelen, terminando la corsa presso la stazione di Ins, nodo ferroviario situato sulle linee Berna-Neuchâtel e Friburgo-Morat-Ins.

## Materiale rotabile
All'apertura la ferrovia disponeva di quattro locomotori-bagagliaio a carrelli (Fe 4/4 1÷4) costruiti da Schlieren ed Oerlikon, due delle quali furono ricostruite nel 1925-1926 con un compartimento viaggiatori (BFe 4/4 3÷4). Nel 1947 le stesse aziende fornirono altre due elettromotrici (BFe 4/4 5÷6).
Nel 1966 furono acquistate dalla Birsigtalbahn tre elettromotrici risalenti al 1905 (Be 4/4 7÷8 e BDe 4/4 9).
Per rimpiazzare i rotabili della dotazione originaria a partire dal 1970 furono acquistate tre elettromotrici provenienti dalla SZB risalenti agli anni 1916-1924 (BDe 4/4 11÷13); altre quattro, risalenti al 1965, furono acquistate dalla SZB tra il 1975 e il 1977 (Be 4/4 1÷5).
A partire dal 1985, in seguito alla creazione del consorzio OSST, i rotabili della BTI furono rinumerati.
Dal 1997 sono entrati in servizio una serie di elettrotreni Stadler (Be 2/6 501÷510), ordinati a partire dal 1994 e prime unità costruite del tipo GTW 2/6; altri tre GTW 2/6 sono stati acquistati nel 2017 dalla ferrovia Vevey-Blonay-Les Pléiades. Dalla RVO fu rilevata nel 1997 l'elettromotrice Be 4/4 109 (rinumerata 521) costruita nel 1963 per la ferrovia Biasca-Acquarossa e venduta nel 2003 alla ferrovia turistica della Mesolcina.